# Trichopsomyia pubescens
Trichopsomyia pubescens är en tvåvingeart som först beskrevs av Friedrich Hermann Loew 1863.  Trichopsomyia pubescens ingår i släktet gallblomflugor, och familjen blomflugor. Inga underarter finns listade i Catalogue of Life.